# Станція Clapham Junction
«Станція Clapham Junction» (англ. Clapham Junction) — британський гей-фільм режисера Адріана Шерголда.

## Сюжет
Життя геїв у Лондоні, що може бути цікавіше й банальніше? Гей-шлюби і гомофобія, проституція і сімейні відносини, зрада і почуття. Чорні та білі, дорослі і молодшого віку. Великі проблеми і маленькі, життя і смерть — це кіно лише віддзеркалення півтори доби Лондонського життя.
Один з головних персонажів картини — молодикна ім'я Тері, який ненавидить себе за власну гомосексуальність. Він відвідує гей-бари, знайомиться з хлопцями, займається з ними сексом, а потім жорстоко їх б'є.
Джуліан — гей, у нього є дружина, проте це не заважає йому шукати сексу з чоловіками в громадських туалетах.
Гомосексуали Вілл і Гевін святкують укладення ними цивільного союзу, але прямо під час церемонії Вілл займається в підсобці сексом з молодим офіціантом на ім'я Альфі.
Чотирнадцятирічний підліток Тео намагається спокусити дорослого чоловіка на ім'я Тім, у якого в минулому вже були проблеми через стосунки з неповнолітніми.
Центральна подія у фільмі, на якому побудований увесь сюжет, — це вбивство Альфі, хлопця, що випадково опинився у полі зору молодчиків-гомофобів.

## В ролях
| Актор          | Роль            |
| -------------- | --------------- |
| Рейчел Блейк   | Белцнда Хопкцрк |
| Стюарт Банс    | Гевін           |
| Руперт Грейвс  | Робін Кейп      |
| Девід Леон     | Альфі           |
| Річард Лінтерн | Вілл            |
| Джозеф Моул    | Тим             |
| Пол Ніколлс    | Террі           |
| Фібі Ніколлс   | Наташа          |
| Едріан Роулінз | Пітер           |
| Люсі Расселл   | міс Річардс     |
| Люк Тредевей   | Тео             |
| Джеймс Вілбі   | Джуліан         |
| Том Бірд       | Роджер Хопкірк  |

## Цікавинки
- У реальному Лондоні 15 жовтня 2005 року в районі Clapham Common, що поряд з однойменною станцією, 24-річний Джоді Добровський був знайдений без свідомості — люди чули крики про допомогу, але допомогти не поспішили, пізніше він помер у лікарні. Він був побитий так жорстоко, що власна родина не змогла його впізнати, він був ідентифікований лише за відбитками пальців. Той випадок, що обурив весь Лондон, став основою одного з епізодів цього художнього телефільму[1].
- Показ фільму на британському телебаченні була приурочена до 40-річного ювілею декриміналізації гомосексуальності в країні.[2]